# Calyptopogon gibbosus
Calyptopogon gibbosus är en tvåvingeart som först beskrevs av Christian Rudolph Wilhelm Wiedemann 1824.  Calyptopogon gibbosus ingår i släktet Calyptopogon och familjen svidknott. Inga underarter finns listade i Catalogue of Life.